# Ducatul de Suabia

Suabia în 1004

Suabia  (în germană Herzogtum Schwaben) a fost unul din ducatele Germaniei medievale, iar ducii care au guvernat Suabia au fost printre cei mai puternici magnați care au condus Germania.

## Istoria
Numele de Suabia își are originea în tribul suebilor, nume care a fost adesea înlocuit cu cel de Alemania.
Odată cu declinul puterii Franciei răsăritene, familia de Zähringen a apărut ca fiind gata să succeadă la puterea asupra Germaniei de sud-vest (adică la nord-vest de Regatul de Arles). Odată cu întemeierea orașului Berna în 1191, Berthold al V-lea de Zähringen a stabilit unul dintre centrele de putere ale acestei familii. Partea de răsărit a Munților Jura și la apus de valea râului Reuss era descrisă pe atunci ca Burgundia Superioară, iar Berna făcea parte din Landgrafiatul de Burgundia, situat pe ambele maluri ale Aarului, între Thun și Solothurn. Însă, dat fiind că Berthold a murit fără a avea moștenitori, Berna a fost declarată ca oraș imperial liber de către împăratul Frederic al II-lea de Hohenstaufen în 1218. Dezintegrarea completă a Germaniei de sud-vest a permis dezvoltarea atât a Vechii Confederații Elvețiene, cât și a Ducatului de Burgundia. În ceea ce o privește, Berna s-a alăturat Elveției în anul 1353.
Familia cea mai notabilă a care a stăpânit Suabia a fost cea a Hohenstaufenilor, care s-a aflat la conducere, cu o scurtă întrerupere, între anii 1079 și 1268. Cea mai mare parte a acestei perioade, Hohenstaufenii care au fost duci ai Suabiei au fost totodată și împărați romano-germani. Odată cu moartea lui Conradin, ultimul duce al familiei Hohenstaufen, ducatul de Suabia însuși s-a dezintegrat, cu toate că regele Rudolf I al Germaniei a încercată să îl readucă la viață sub conducerea Habsburgilor la sfârșitul secolului al XIII-lea.